# Castropodame
Castropodame es un municipio y villa española de la provincia de León, en la comunidad autónoma de Castilla y León. Se encuentra en la comarca del Bierzo. Cuenta con una población de 1574 habitantes (INE 2024). Es uno de los municipios bercianos en los que se conserva la lengua leonesa.

## Toponimia
El significado y origen de su nombre varía según las fuentes. Las fuentes municipales lo identifican a partir de dos vocablos: Castro (asentamiento amurallado propio de la cultura castreña) y Podame (atendiendo a su raíz griega: arroyo, río, agua).
Otras fuentes coinciden en el primer vocablo, pero el segundo lo identifican con una persona a la que pudo pertenecer el pueblo o la zona que sería Potamio (genitivo de poseedor personal, Potami).
También la misma fuente anterior nos desvela una tercera opción, a la que no da mucha credibilidad pero pudiera tener alguna consistencia: Castor Podamio, en referencia a los hermanos Cástor y Pólux que según esta fuente, Castor está documentado en estas tierras.

## Geografía

### Clima
Posee un mediterráneo continentalizado, y gracias a la abundancia de agua posee gran cantidad de riegos. La agricultura es una actividad que casi todo el mundo práctica como segunda actividad profesional. Abundan las huertas, frutales y viñedos.

## Historia

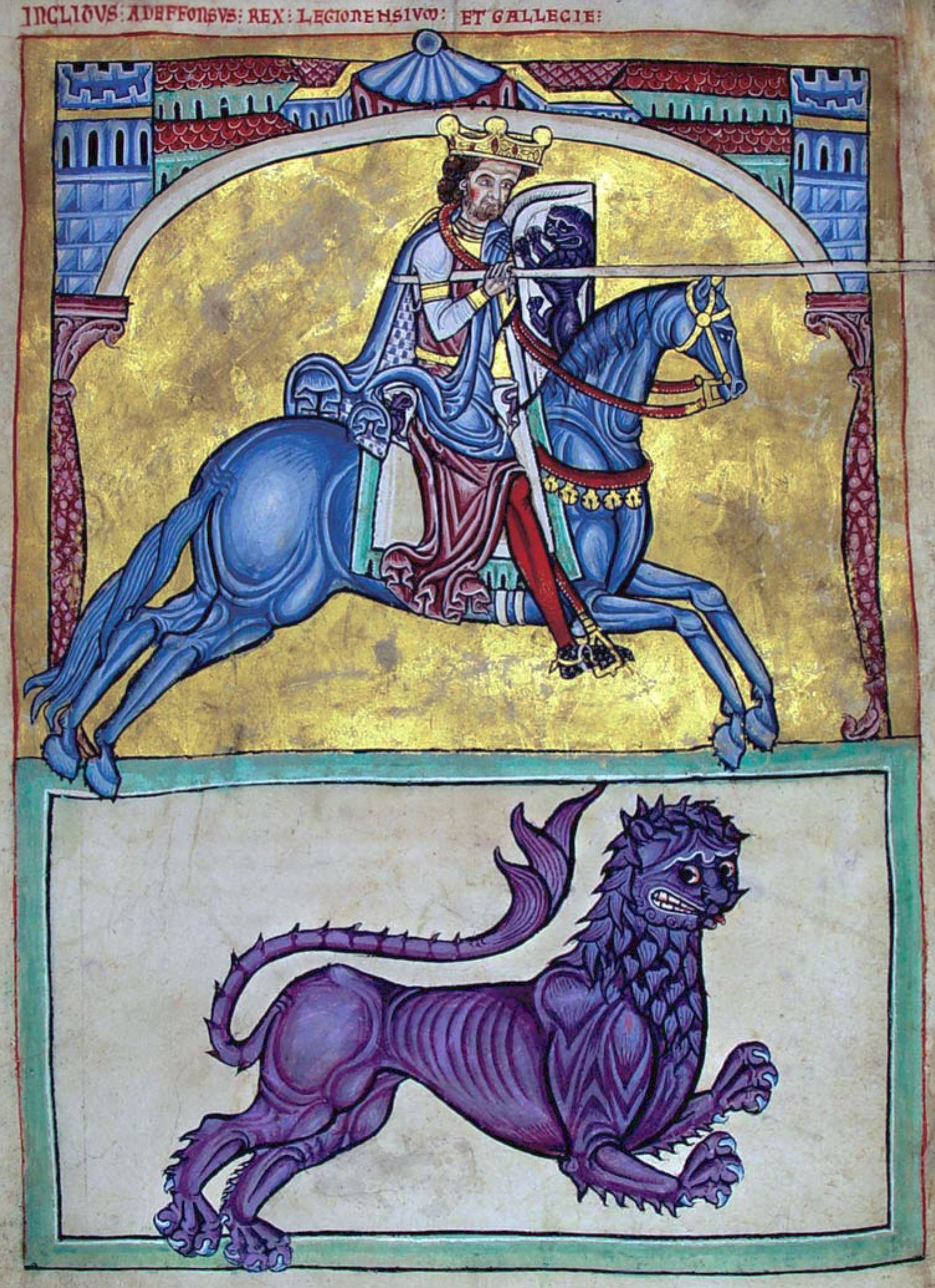
Castropodame recibió fueros propios al comenzar el reinado de Alfonso IX de León

Los primeros vestigios de presencia humana en el municipio datarían de la época prerromana, cuando los astures habitaban el término. De esta época dataría un antiguo castro en Matachana, que se situaba cercano al río Boeza. Asimismo, se han documentado poblamientos prerromanos cercanos al actual pueblo de Castropodame.
Ya en época romana, en el término municipal quedan vestigios de varias explotaciones mineras auríferas, actividad de la que todavía se conservan castros, cuevas, galerías y un lago (el Encinal) a donde llegaban las aguas que se utilizaban para derruir la montaña (método ruina montium o derrumbe de los montes en latín), similar al utilizado en Las Médulas. Cerca del municipio existió, probablemente, la importante ciudad romana de Interamnium Flavium.
Por otro lado, aunque la forma de «Y» del conjunto de las calles del pueblo de Castropodame y otras características llevaron a Meléndez Tercero a considerar que pudo haberse construido siguiendo la forma de los antiguos canales usados para explotar el oro, esta teoría no ha sido confirmada por otros autores, datando en todo caso las primeras menciones escritas de Castropodame y del resto de las localidades del municipio de la Edad Media, cuando se integraron en el reino de León, en cuyo seno se habría acometido la fundación o repoblación del grueso de las mismas.
Así, a principios del siglo X Genadio de Astorga fundó el monasterio de San Pedro y San Pablo de Castañera, en la ubicación que posteriormente ha ocupado la localidad de San Pedro Castañero, mientras que, en este mismo siglo, se documentan diversas donaciones al monasterio de Montes en el entorno de Turienzo Castañero. Por su parte, sobre la capital del municipio, Castropodame, se recoge el primer documento escrito que la cita en el año 970, habiendo recibido más tarde fueros propios al iniciarse el reinado de Alfonso IX de León, otorgándoselos el 14 de junio de 1188, en los que se recogía la localidad como Castor podiamo.
Ya en el siglo XV, con la reducción de ciudades con voto en Cortes a partir de las Cortes de 1425, las localidades del municipio pasaron a estar representadas por León, lo que les hizo formar parte de la provincia de León en la Edad Moderna, situándose dentro de ésta en el partido de Ponferrada. Asimismo, debido a su adscripción territorial al reino leonés desde la Alta Edad Media, durante toda la Edad Moderna las localidades del municipio formaron parte de la jurisdicción del Adelantamiento del reino de León.

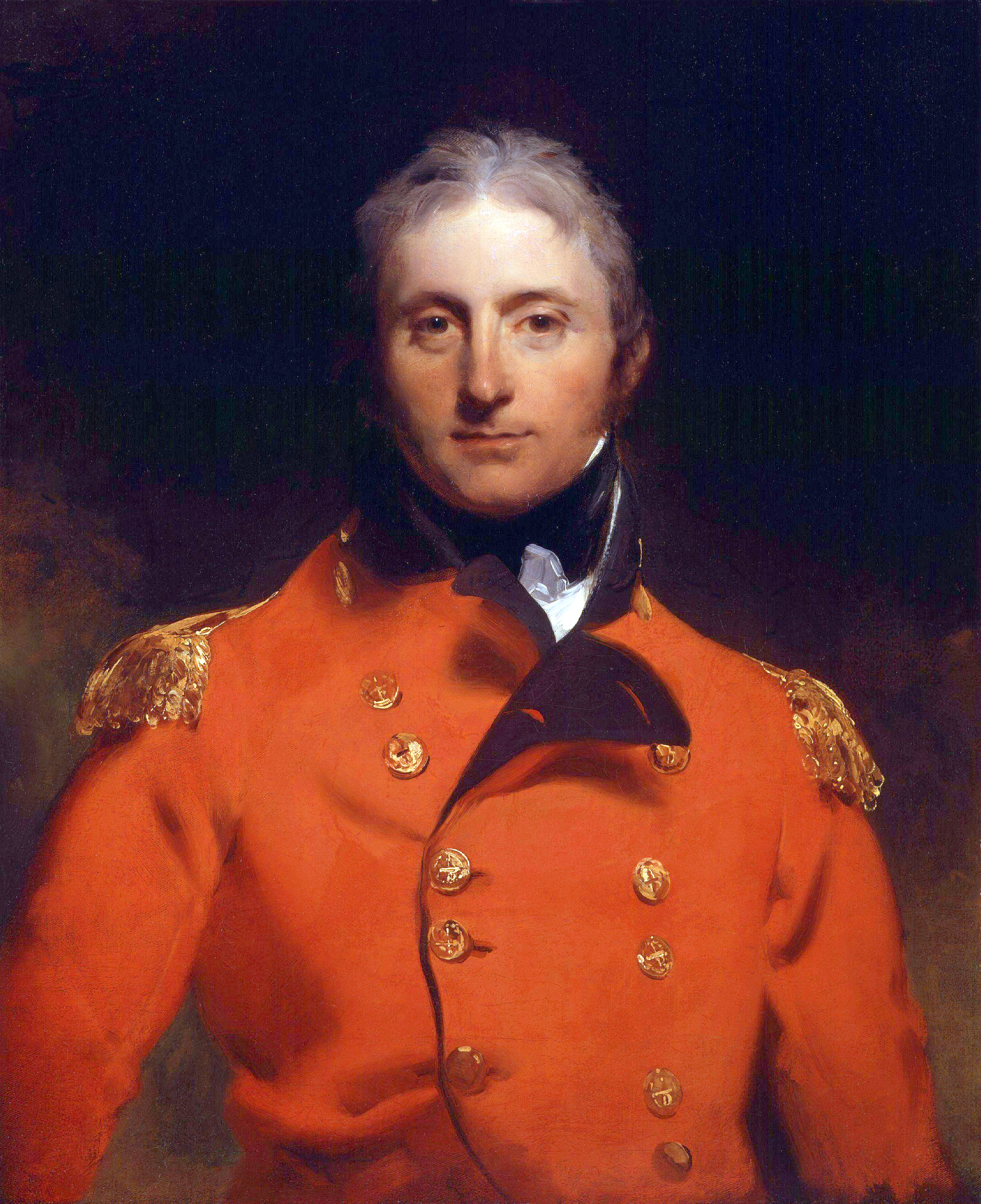
El general británico John Moore

Más tarde, en las primeras décadas del siglo XVI, bajo el reinado de Carlos I de España, Castropodame fue incorporado a los dominios directos de la Monarquía Hispánica, en virtud de una permuta que Carlos I realizó con el Obispo de Astorga, que resultaría de la pertenencia previa de la localidad a la diócesis de Astorga como señorío eclesiástico. Curiosamente, el resto de localidades del municipio pertenecían al Señorío de Bembibre, que detentaban los Condes de Alba de Liste, bajo cuya jurisdicción se mantuvieron hasta la desaparición de los señoríos en el siglo XIX.
Posteriormente, en la Edad Contemporánea, durante la Guerra de Independencia, Castropodame se pudo ver afectada, al igual que gran parte de El Bierzo, principalmente Bembibre, seguramente Matachana, seguidamente Villafranca del Bierzo, por el paso del general británico John Moore y sus tropas, en el contexto de la denominada Carrera de Benavente, una maniobra militar que pretendía la retirada de los ejércitos británicos desde Benavente hacia La Coruña, dándose casos en que las tropas «perdian de intento y se entregaban á la embriaguez y disolucion», así como de sus perseguidores, la infantería francesa del mariscal Ney, que recibió la orden de asegurar las comunicaciones con Astorga, algo que también afecta a la conexión con la ruta de Foncebadón.
Finalmente, en 1821, Castropodame fue una de las localidades que pasó a formar parte de la provincia de Villafranca, si bien, al perder ésta su estatus provincial al finalizar el Trienio Liberal, en la división de 1833, tanto Castropodame como el resto de localidades del municipio quedaron adscritas a la provincia de León, dentro de la Región Leonesa.

## Demografía
Cuenta con una población de 1574 habitantes (INE 2024).

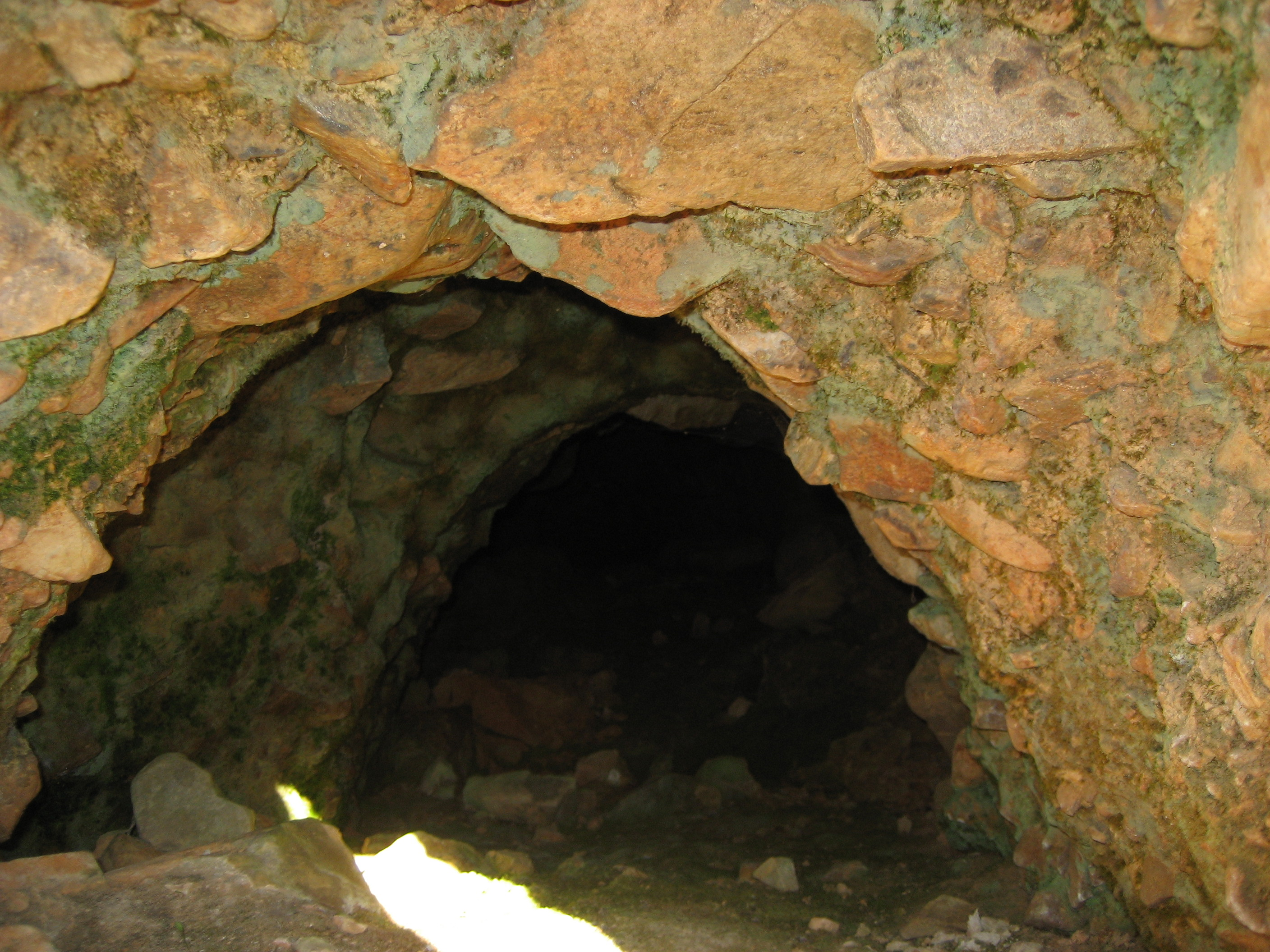
Interior bocamina romana en Castropodame

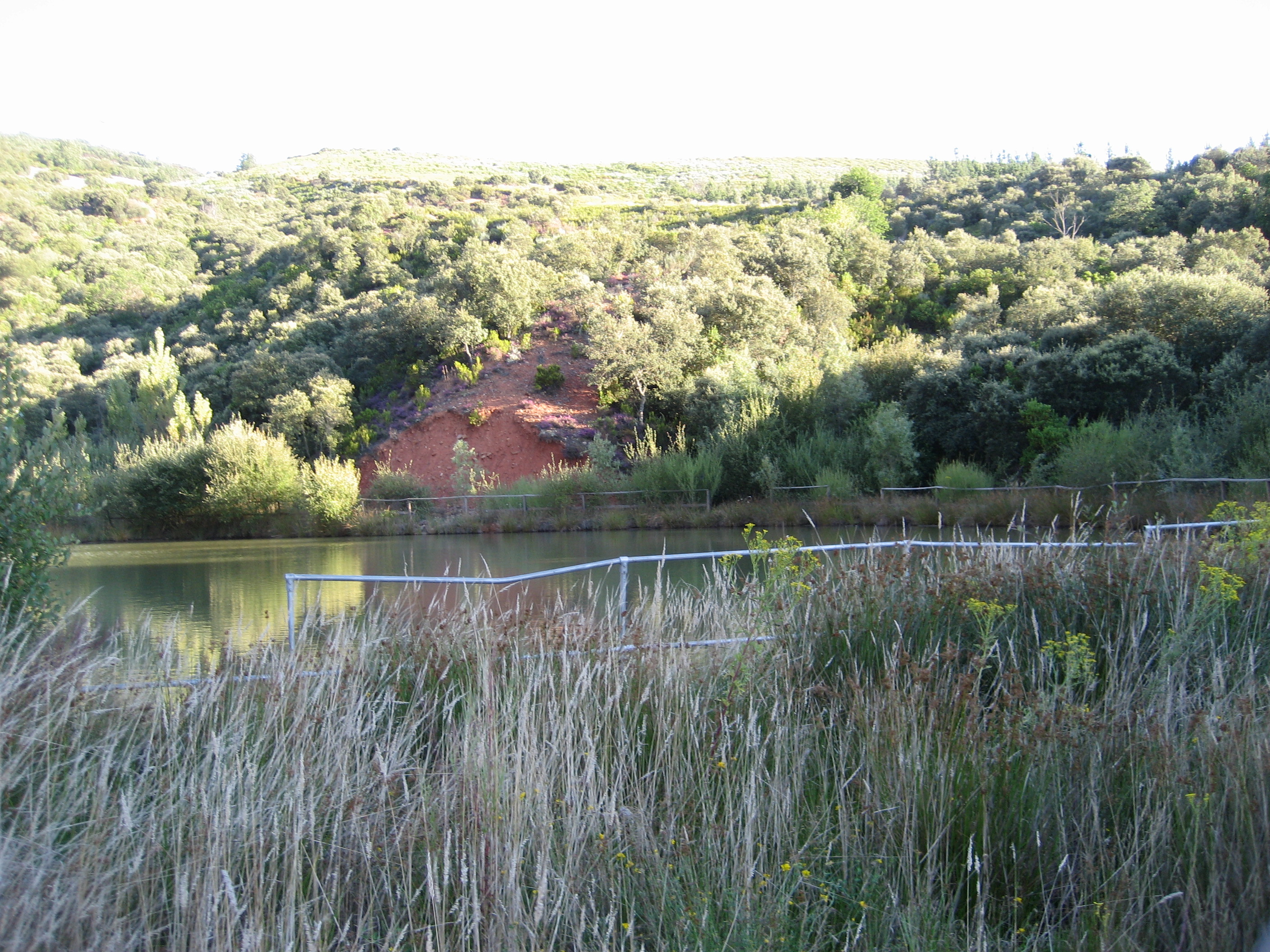
Lago del Encinal. Castropodame

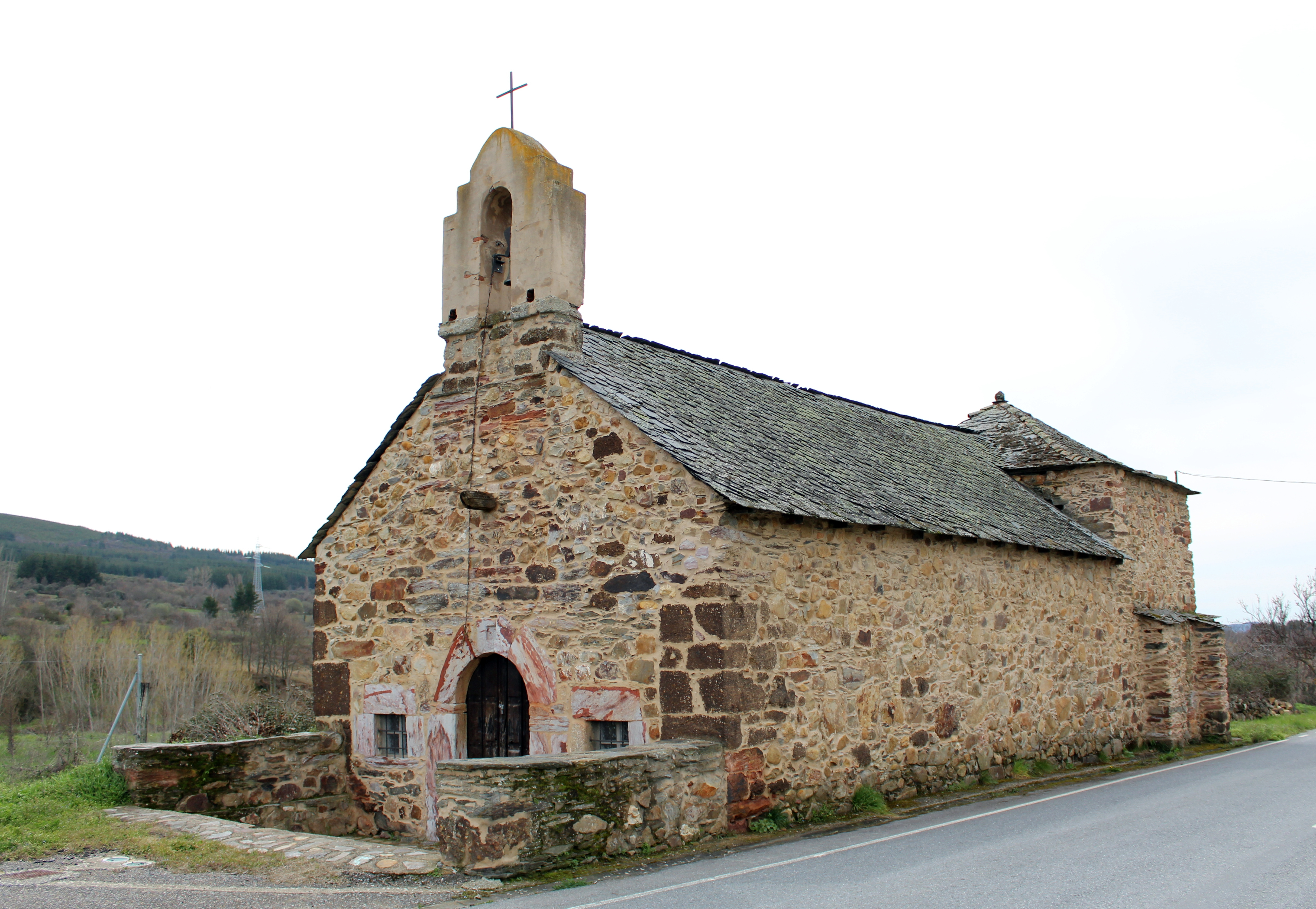
Ermita del Cristo en Castropodame

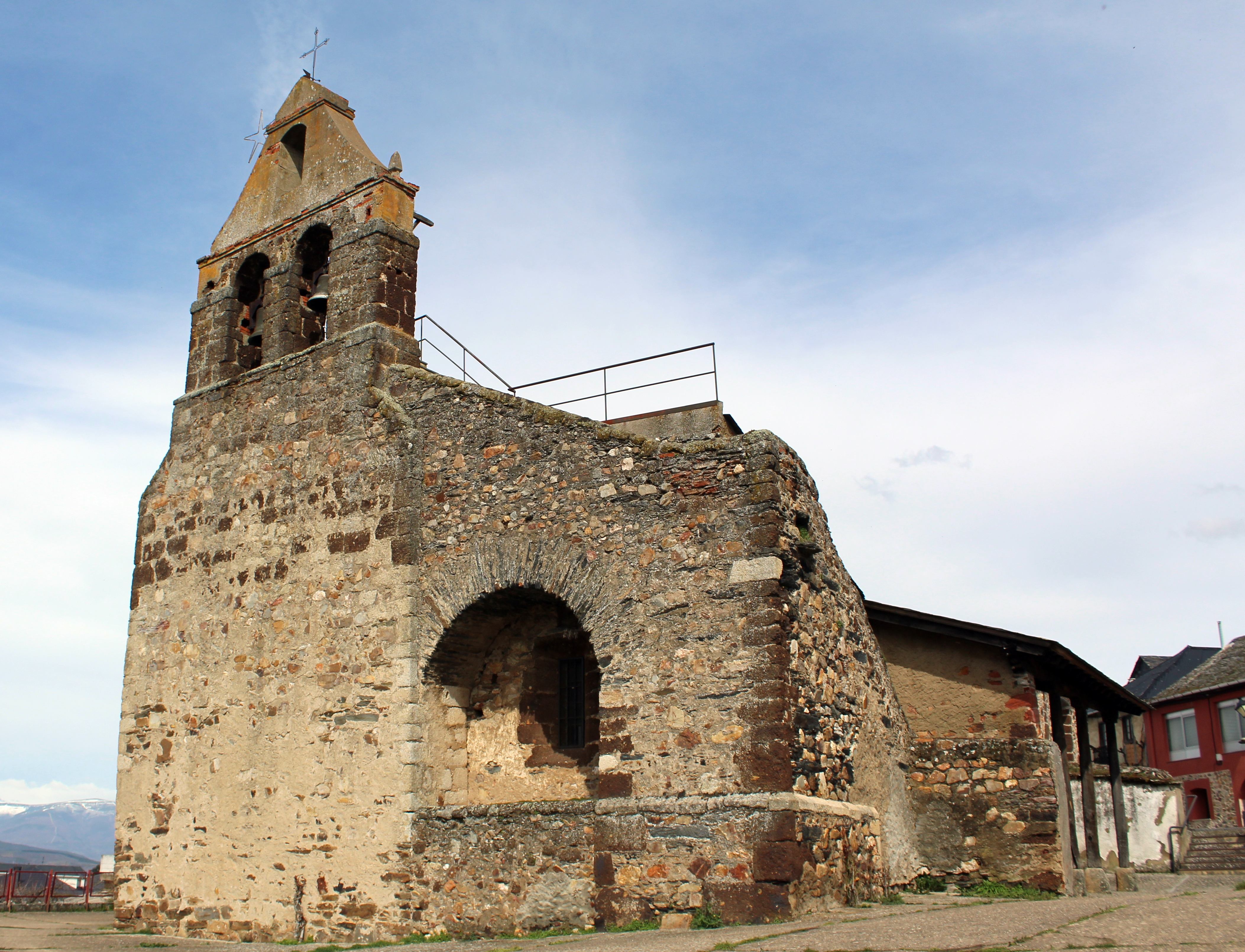
Iglesia de Santa Colomba en Castropodame

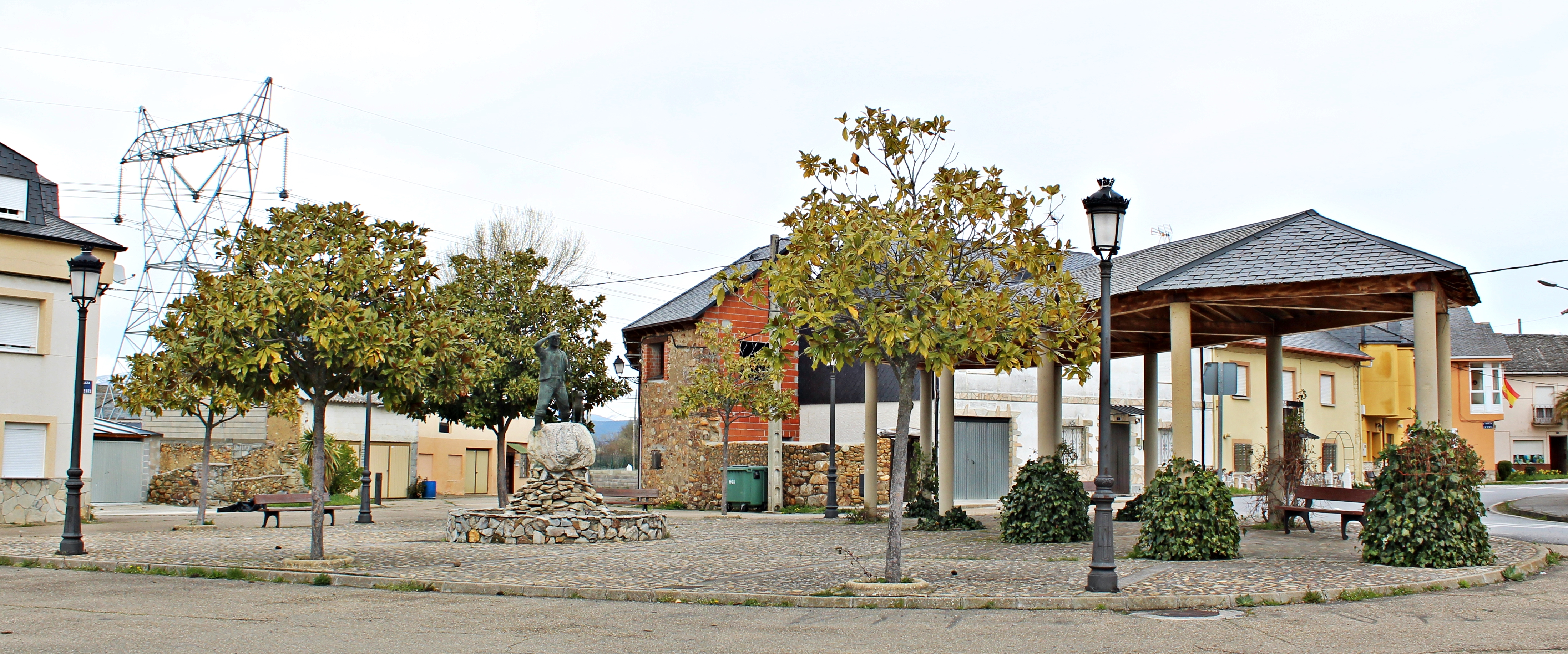
Plaza de la calle Doce y monumento al Pastor en Castropodame

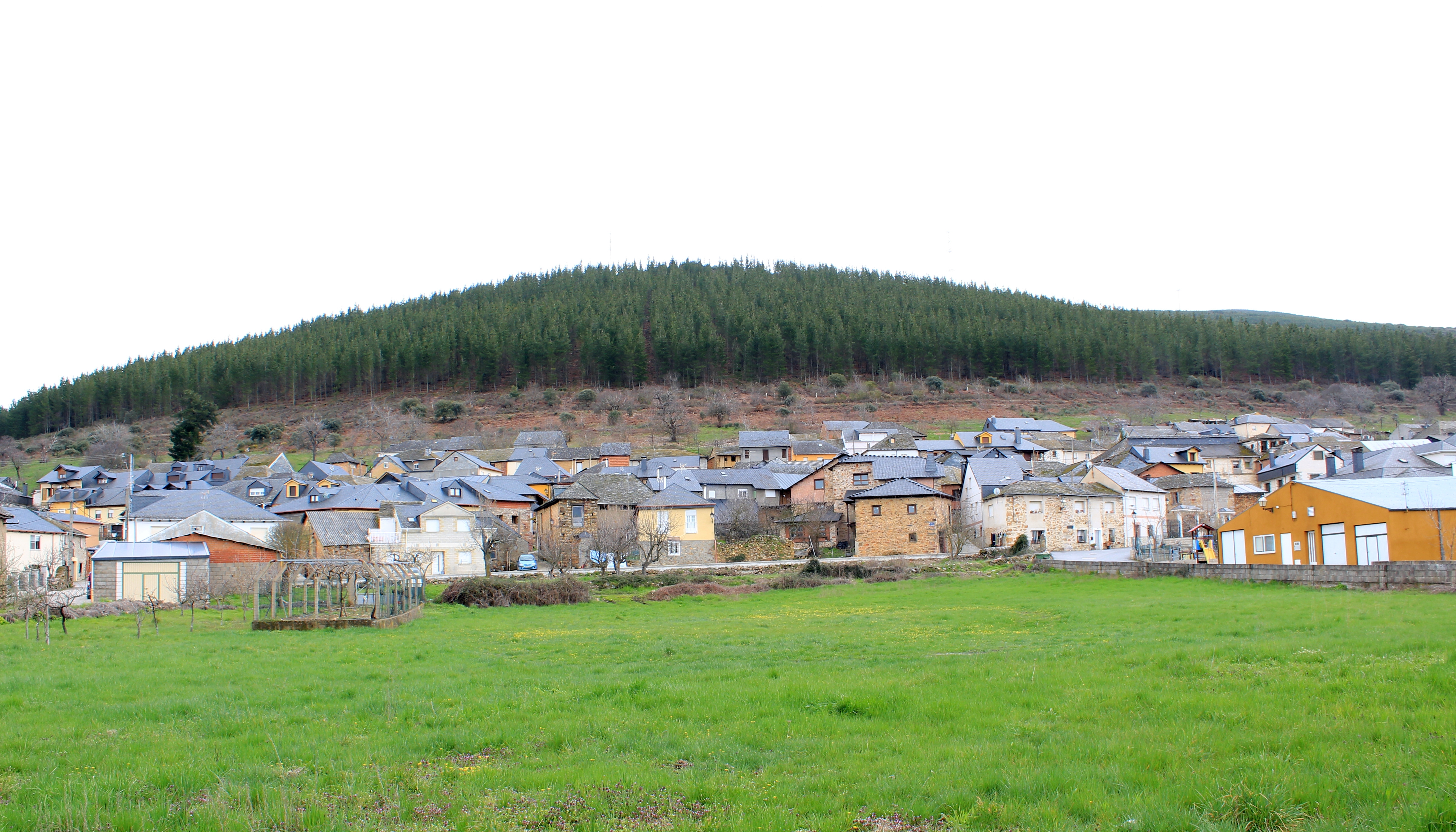
Vista panorámica de Castropodame

| Gráfica de evolución demográfica de Castropodame entre 1842 y 2021                                                    |
| |
| Población de derecho según los censos de población del INE. Población de hecho según los censos de población del INE. |

### Núcleos de población
El municipio se divide en varios núcleos de población, que poseían la siguiente población en 2017 según el INE.
| Núcleo de población      | Población |
| ------------------------ | --------- |
| Matachana                | 543       |
| Villaverde de los Cestos | 240       |
| Calamocos                | 234       |
| Castropodame             | 198       |
| Viloria                  | 185       |
| Turienzo Castañero       | 179       |
| San Pedro Castañero      | 101       |

## Política
Tras las elecciones municipales de 2019, gobierna el municipio el PSOE (5 concejales) con mayoría absoluta, siendo la alcaldesa Josefa Álvarez Fernández, estando constituida la oposición por 3 concejales del PP y 1 concejal de Coalición por el Bierzo.

## Cultura

### Patrimonio
- Iglesia de Santa Colomba, en Castropodame, del siglo XVI.
- Ermita de San Bernardino, en Castropodame, de mediados del siglo XVI.
- Ermita del Santo Cristo, en Castropodame.
- Iglesia de Calamocos. Erigida en el siglo XVIII, consta de tres naves separadas por pilares.
- Ermita del Santo Cristo de las Maravillas, en Matachana.
- Iglesia de San Roque, en Matachana, de estilo románico tardío, alberga en su interior un notable retablo del siglo XVII.
- Iglesia de San Pedro Castañero, construida entre los siglos XVI y XVII, posee un interesante retablo.
- Iglesia de Turienzo Castañero, del siglo XVI. Destaca la pieza del sagrario, en mitad de un retablo mayor del siglo XVII, y pinturas y esculturas de los siglos XVI y XVIII. Digno de ver es también el pendón leonés que alberga, restaurado con verdadero mimo.
- Fuente de la Risa, en Turienzo Castañero.
- Iglesia de San Martín, en Villaverde de los Cestos, construida en 1805 en estilo neoclásico. En su interior se pueden encontrar tallas del Ecce Homo y la Inmaculada así como la Cruz Procesional y el pendón leonés, uno de los más grandes del Bierzo.

### Leyendas
Entre las muchas leyendas sobre moros dos son bastante conocidas.
Son comunes las leyendas referentes al oro en los pueblos de El Bierzo, probablemente debido a las muchas minas auríferas romanas de la zona. Castropodame no es una excepción.
Una trata sobre el hallazgo de un manto de oro y otra sobre la cueva del moro (la cueva existe, es una de las bocaminas romana) que comunicaba con la lejana ciudad de Astorga (a unos 45 km).

### Fiestas
- Castropodame: 20 de mayo (San Bernardino) y 31 de diciembre (Santa Colomba).